# Knežji kamen
Knéžji kámen (nemško Fürstenstein) je obrnjen spodnji del rimskega stebra. Izklesana je baza in del debla s kanelurami. Kamen je prvotno stal pri Krnskem gradu (avstrijska Koroška). 
Na njem je v srednjem veku potekal del umeščanja za karantanske kneze in pozneje koroške vojvode (ustoličevanje koroških vojvod).  
Steber najverjetneje izvira iz bližnjega rimskega mesta Virunum, ki je bil prestolnica rimske province Norik. V srednjem veku je bil na površino kamna vrezan grb Vojvodine Koroške. Do leta 1862, ko je bil kamen prestavljen v palačo deželnih stanov, Landhaus, se je kamen nahajal severozahodno od kraljeve pfalce, ki jo je zgradil Arnulf Koroški, na Krnskem Gradu. Po tem pa je bil prenesen v Koroški deželni muzej v Celovcu. Iz veže muzeja so ga leta 2005 na pobudo tedanjega deželnega glavarja Jörga Haiderja začasno prenesli v preddverje palače koroške deželne vlade, pozneje pa v grbovno dvorano deželnega zbora, kjer stoji še danes. 
Knežji kamen je upodobljen na slovenskem evrskem kovancu za 2 centa.
V Sloveniji je postavljenih več replik Knežjega kamna. Ustoličevanje je naslikano na stenskih okrasih slovenskega parlamenta, na slikah Antona Gojmira Kosa in drugje.